# Манастирски ливади
 Тази статия е за квартал „Манастирски ливади“.  За големия жилищния комплекс на североизток вижте Манастирски ливади (жилищен комплекс).  За малкия жилищен комплекс в западния му край вижте Манастирски ливади - Б.
„Манастирски ливади“ е квартал в южната част на София, разположен близо до Витоша. Намира се от двете страни на бул. „България“, северно от Околовръстното шосе.
Квартал „Манастирски ливади“ на запад граничи с бул. „Братя Бъкстон“, на север граничи с ул. „Тодор Каблешков“, на изток с кв. „Кръстова вада“, а на юг с Околовръстния път. Първоначално територията на изток от бул. България, както подсказва името на квартала, е била заета изцяло с ливади, в миналото собственост на Драгалевския манастир, които се застрояват с нови модерни жилищни комплекси. Характерно за този квартал са високите подпочвени води. До вътрешността на квартала пътува довеждаща автобусна линия 801.
Западната част на квартала (на запад от бул. България) е гъсто застроена и продължава да се застроява с нови жилищни сгради. Инфраструктурата е сравнително добра. На 1 декември 2012 г. отваря врати България Мол, който е един от най-големите търговски центрове в столицата. В тази част се намира и Военният институт за координация и стандартизация (ул. Ген. Стефан Тошев 86).
В административно отношение кварталът е разделен между два софийски района. Частта, намираща се на запад от бул. България, принадлежи към район Витоша, докато тази на изток спада към район Триадица.
Кварталът е един от най-бързоразвиващите се райони на София. Манастирски ливади се намира в удобна близост до центъра на София и се обслужва от една от най-бързите пътни артерии на столицата – бул. „България“. Разположението на Манастирски ливади близо до Витоша и до престижните жилищни квартали „Бояна“, „Драгалевци“ и „Киноцентър“, от една страна, и близостта на квартала до центъра на София – 15 минути път с автомобил – от друга, го правят едно от най-предпочитаните места за живеене. Кварталът се характеризира с тиха и спокойна атмосфера, специфичен микроклимат и чист въздух. Лифтът за ски пистите на Витоша се намира в близост до Манастирски ливади. Основен проблем на квартала е, че поради бързото и необмислено приватизиране на одържавявани земи, землището му не разполага с публично зелено пространство или парк, а зелената му система е оскъдна. Единственото подобно място е обръщалото на трамваи 7 и 27.
На територията на Манастирски ливади се намират МБАЛ „Св. София“, хотел Феста София, бутикови магазини, заведения от сферата на услугите и забавленията. В близост има поликлиника, спортна зала, три реномирани училища – едното с разширено изучаване на английски език, а другото на немски, три детски градини, Националният исторически музей. В източната част на квартала е изградена детска градина, предстои строителството на училище, както и обособяване на паркова зона. И двете части са много добре осигурени от офиси и автомати на големите куриерски компании „Еконт“ и „Спиди“, като мрежата от точки за получаване/изпращане на пратки непрекъснато се разширява.
В Манастирски ливади се намира и новата административна сграда на БТВ, разположена върху терен от 13 000 кв. м

## Градски транспорт
До квартал Манастирски ливади и ж.к. Манастирски ливади – Б може да се достигне със следните превозни средства:
- автобуси (А): 64, 73, 74, 76, 111, 204 и 304
- трамваи (ТМ): 7 и 27
- тролейбуси (ТБ): 2, 8 и 9
- нощна автобусна линия: N4
- допълнителна (довеждаща) линия: 801

## Улици и произход на имената им
| Път                           | Наречен на                                                                                   | Местоположение |
| ----------------------------- | -------------------------------------------------------------------------------------------- | -------------- |
| „418“                         | –                                                                                            | Карта          |
| „420“                         | –                                                                                            | Карта          |
| „787“                         | –                                                                                            | Карта          |
| „Акад. Димитър Попов“         | Димитър Иванов (1894 – 1975), химик                                                          | Карта          |
| „Акад. Илчо Димитров“         | Илчо Димитров (1931 – 2002), историк и политик                                               | Карта          |
| „Богомил Райнов“              | Богомил Райнов (1919 – 2007), писател                                                        | Карта          |
| „Борис Димовски“              | Борис Димовски (1925 – 2007), художник                                                       | Карта          |
| „Борис Ибришимов“             | Борис Ибришимов (1907 – 1996), композитор                                                    | Карта          |
| „Боян Петров“                 | Боян Петров (1973 – 2018), алпинист                                                          | Карта          |
| „Боянски възход“              | ?                                                                                            | Карта          |
| „Братя Бъкстон“               | Ноел Бъкстон (1869 – 1948), английски политик Чарлз Бъкстон (1875 – 1942), английски политик | Карта          |
| „България“                    | България, държава в Европа                                                                   | Карта          |
| „Българска легия“             | Български легии в Белград, доброволни отряди в Сърбия                                        | Карта          |
| „Бяла акация“                 | Бял салкъм (Robinia pseudoacacia), вид растения                                              | Карта          |
| „Бяла лилия“                  | Белоснежна лилия (Lilium candidum), вид растения                                             | Карта          |
| „Бяло поле“                   | ?                                                                                            | Карта          |
| „Васил Стефанов“              | ?                                                                                            | Карта          |
| „Василашко езеро“             | Василашки езера, група езера в Пирин                                                         | Карта          |
| „Вихрен“                      | Вихрен (връх), връх в Пирин                                                                  | Карта          |
| „Георги Божилов-Слона“        | Георги Божилов (1935 – 2001), художник                                                       | Карта          |
| „Георги Тутев“                | Георги Тутев (1924 – 1994), композитор                                                       | Карта          |
| „Георги Черкин“               | Георги Златев-Черкин (1905 – 1977), композитор                                               | Карта          |
| „Димитър Сагаев“              | Димитър Сагаев (1915 – 2003), композитор                                                     | Карта          |
| „Златните мостове“            | Златните мостове, местност на Витоша                                                         | Карта          |
| „Иван Кирков“                 | Иван Кирков (1932-2010), художник                                                            | Карта          |
| „Иван Сусанин“                | „Живот за царя“, опера на руския композитор Михаил Глинка                                    | Карта          |
| „Ивелин Димитров“             | Ивелин Димитров (1931 – 2008), композитор                                                    | Карта          |
| „Йордан Бакалов-Стубел“       | Йордан Стубел (1897 – 1952), писател                                                         | Карта          |
| „Казбек“                      | Казбек, връх в Грузия и Русия                                                                | Карта          |
| „Кедър“                       | Кедър (Cedrus), род растения                                                                 | Карта          |
| „Костенски водопад“           | Костенски водопад, водопад на Стара река, Ихтиманско                                         | Карта          |
| „Луи Айер“                    | Луи Айер (1865 – 1916), швейцарски спортен деятел                                            | Карта          |
| „Лъвски рид“                  | ?                                                                                            | Карта          |
| „Майстор Алекси Рилец“        | Алекси Рилец (1760 – 1850), строител                                                         | Карта          |
| „Майстор Димитър Софиянлията“ | Димитър Софиянлията (? – 1835), строител и революционер                                      | Карта          |
| „Майстор Миленко Радомирец“   | Миленко Велев (XVIII – XIX век), строител                                                    | Карта          |
| „Майстор Павел от Кримин“     | Павел Йоанович (XVIII – XIX век), строител                                                   | Карта          |
| „Маринчо Бенли“               | Маринчо Бенли (1809 – 1875), общественик                                                     | Карта          |
| „Мур“                         | Мура, река в Централна Европа                                                                | Карта          |
| „Никола Ковачевски“           | Никола Ковачевски (1832 – 1882), общественик                                                 | Карта          |
| „Никола Мавродиев“            | Никола Мавродиев (1842 – 1916), общественик                                                  | Карта          |
| „Околовръстен път“            | –                                                                                            | Карта          |
| „Павел Генадиев“              | Павел Генадиев (1873 – 1959), революционер                                                   | Карта          |
| „Паша Христова“               | Паша Христова (1946 – 1971), певица                                                          | Карта          |
| „Петър Папакочев“             | Петър Папакочев (1913 – 1997), фотограф                                                      | Карта          |
| „Пирин“                       | Пирин, планина в Югозападна България                                                         | Карта          |
| „Подполковник Христо Попов“   | Христо Попов (1858 – 1951), офицер и политик                                                 | Карта          |
| „Проф. Велизар Велков“        | Велизар Велков (1928 – 1993), археолог                                                       | Карта          |
| „Ралевица“                    | ?                                                                                            | Карта          |
| „Сакар планина“               | Сакар, планина в България и Турция                                                           | Карта          |
| „Синанишко езеро“             | Синанишко езеро, езеро в Пирин                                                               | Карта          |
| „Спас Соколов“                | Спас Соколов (1854 – 1922), революционер                                                     | Карта          |
| „Тодор Джебаров“              | Тодор Джебаров (1850 – 1945), политик                                                        | Карта          |
| „Тодор Попов“                 | Тодор Попов (1921 – 2000), композитор                                                        | Карта          |
| „Тодор Хаджистанчев“          | Тодор Хаджистанчев (1849 – 1903), общественик                                                | Карта          |
| „Трифон Силяновски“           | Трифон Силяновски (1923 – 2005), композитор                                                  | Карта          |
| „Фердинанд Урбих“             | Фердинанд Урбих (1865 – 1945), германски педагог                                             | Карта          |
| „Флора“                       | Флора, растителността в дадена област                                                        | Карта          |
| „Христо Иванов-Големия“       | Христо Иванов Големия (1838 – 1898), революционер                                            | Карта          |
| „Цветан Ангелов“              | Цветан Ангелов (1922 – 1982), писател                                                        | Карта          |